# Суламіта
Суламіта (Суламіфа) — кохана наречена Царя Соломона, біблійний персонаж (Пісн. 7:1).

## Суламіта в Старому Завіті
Дівчина небаченої краси, яка випасала отари на ізраїльських рівнинах. «Якщо ти не знаєш цього, вродливіша посеред жінок, то вийди собі за слідами отари, і випасуй при шатрах пастуших козлятка свої.» (Пісн. 1:8). Суламіта, як розповідає книга Пісня над піснями, була закохана у молодого пастуха. «Мій коханий — він мій, я ж його, він пасе між лілеями!» (Пісн. 2:16). Невиданної краси, струнка і смуглява, голубоока красуня швидко завоювала симпатії Ізраїльського царя Соломона. Соломон дарує їй подарунки, але його пристрасть не є такою палкою і взаємною. Суламіта відмовляє царю, і повертається до свого коханого. Вона описує свою позицію в кінцевих рядках книги Пісень над піснями: «Мій виноградник що маю його, при мені! Тобі, Соломоне хай буде та тисяча, а сторожам його плоду дві сотні!». Виноградник є символом цноти. Суламіта радить втікати своєму коханому від гніву царя, і прагне знову почути голос юного пастуха, який полонив її серце.

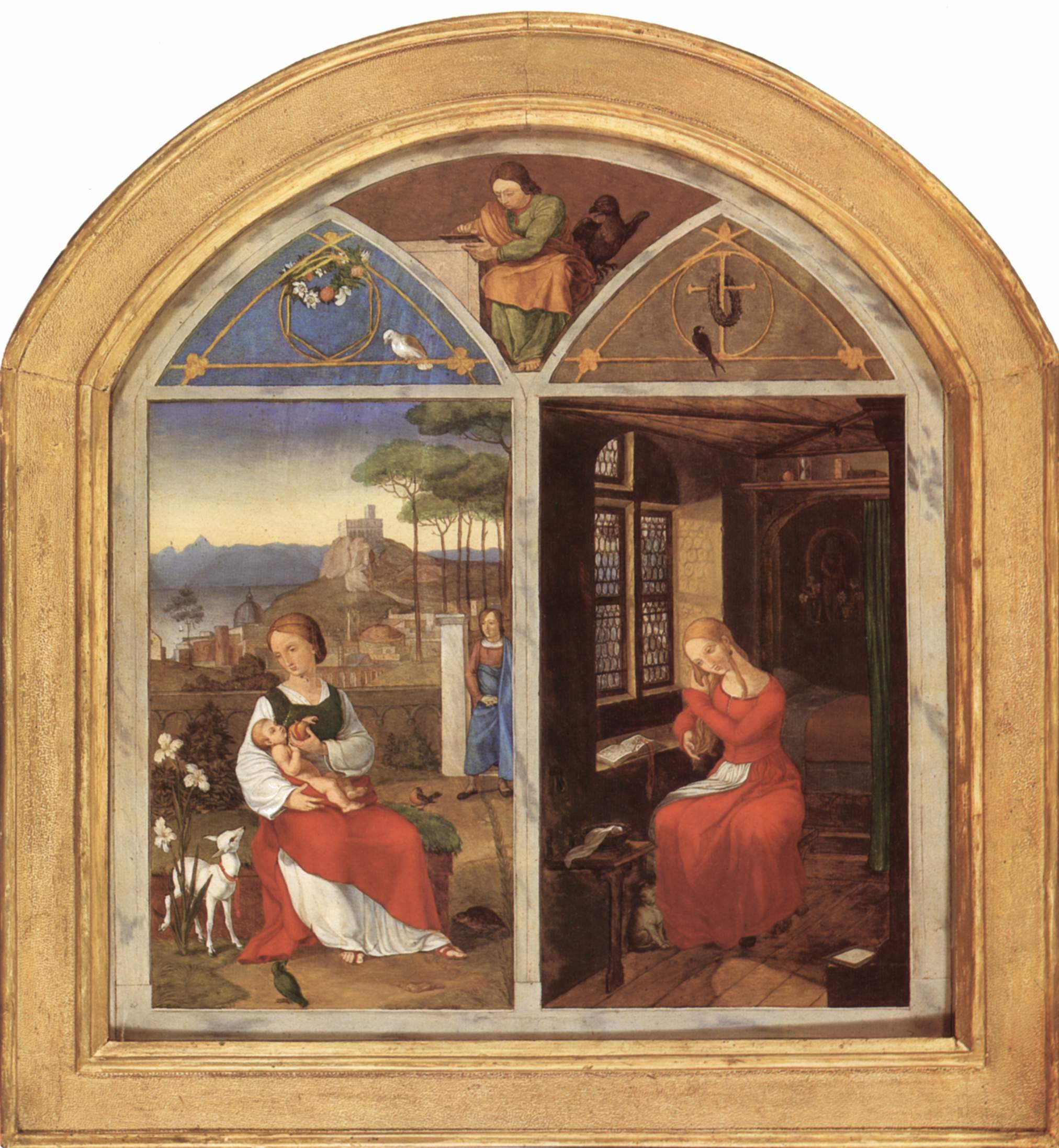
«Суламіта і Марія», Франц Пфорр

## Суламіта в літературі
Суламіта в літературі залишається символом самовідданого кохання: тісних, взаємних, почуттів. "Поклади ти мене, як печатку на серце своє, як печать на рамено своє, бо сильне кохання, як смерть, заздрощі непереможні, немов той шеол, — його жар — жар огню, воно полум'я Господа! Води великі не зможуть згасити кохання, ані ріки його не заллють! (Пісн. 8:6-7).